# أنطونيو قسيس
أنطونيو قسيس لاعب شطرنج لبناني. حاز على لقب أستاذ الاتحاد الدولي للشطرنج عام 2013.

## مسيرته في الشطرنج
مثّل قسيس لبنان في عدد من أولمبياد الشطرنج، بما في ذلك:
- 1994، سجل 3½/9 على اللوحة الرابعة.[5]
- 1996، سجل 4½/9 في الاحتياطي الأول.[6]
- 1998، سجل 6½/11 في الاحتياطي الأول.[7]
- 2002، حصل على 5/10 في الاحتياطي الأول.[8]
- 2004، سجل 4/9 على اللوحة الرابعة.[9]
- 2006، سجل 5/9 على اللوحة الثالثة.[10]
- 2008، سجل 5½/9 على اللوحة الثالثة.[11]
- 2010، وحصل على 4/10 على اللوحة الرابعة.[12]
- 2012، وحصل على 6/10 على اللوحة الرابعة.[13]
- 2014، سجل 5½/9 على اللوحة الثانية[14]
- 2016، سجل 3/9 على اللوحة الثالثة.[15]
- 2018، وسجل 3½/8 على اللوحة الرابعة.[16]

فاز ببطولة لبنان للشطرنج في أعوام 1995 و2018 و2019.
تأهل للمشاركة في كأس العالم للشطرنج 2021، حيث هزمه يوري كوزوبوف بنتيجة 2-0 في الجولة الأولى.

## روابط خارجية
- أنطونيو قسيس على موقع الاتحاد الدولي للشطرنج (الإنجليزية)
- أنطونيو قسيس على موقع مباريات الشطرنج (الإنجليزية)
- أنطونيو قسيس على موقع 365Chess.com (الإنجليزية)
- أنطونيو قسيس على موقع Chesstempo.com (الإنجليزية)
- أنطونيو قسيس سجل أولمبياد الشطرنج على موقع OlimpBase.org (الإنجليزية)